# 阿帕切市鎮

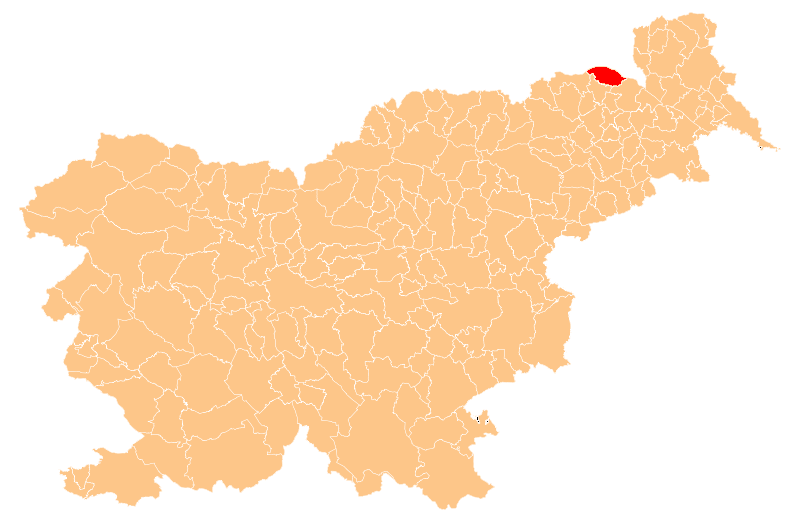

46°41′57″N 15°54′31″E / 46.69917°N 15.90861°E
阿帕切市鎮是斯洛文尼亞東北部的市镇，行政中心为阿帕切。處於下施蒂利亞地區，面積54平方公里，2010年人口3,611，人口密度每平方公里67人。该市镇设立于2006年，自上拉德戈納市鎮析出。